# Morlange-lès-Rémelange
Pour les articles homonymes, voir Morlange.
Morlange-lès-Rémelange (alias Morlange) est une ancienne commune de la Moselle en région Grand Est, réunie en 1810 à Fameck.

## Toponymie
- D'un nom de personne germanique Maurilo[1] suivi du suffixe -ing francisé en -ange.
- Morlingias (959), Morlingas (982), Morlinga (1009)[2], Morlange et des Rémelanges (1792)[3], Morlange (1793), Morlange-lès-Remelange (1801)[4].
- En allemand : Moerlingen[2]. En Francique lorrain : Murléngen[5].
- Morlingen pendant l'annexion allemande.

## Histoire
- Le hameau de Morlange est l’un des plus anciens de la commune de Fameck. La chapelle est un monument représentatif de l’art roman. Elle fut édifiée par les Bénédictins de Gorze entre 1186 et 1188. Classée Monument Historique en 1845, la chapelle sera ouverte au culte tous les dimanches jusqu’en 1972.
- Faisait partie du district de Briey en 1793, puis de l’arrondissement de Thionville en 1801.

## Démographie
| 1793 | 1800 | 1806 | 1900 |
| ---- | ---- | ---- | ---- |
| 314  | 348  | 368  | 232  |

## Lieux et monuments
Église de Morlange prieuré Saint-Nicolas, construite au XIe siècle. La première mention de l'édifice remonte à 1188. Il est détruit en 1266 à la suite de la guerre entre le duc de Bar et le comte de Luxembourg et est restauré en 1610. L'église est à nouveau détruite en 1635-1636, au cours de la guerre de Trente ans. L’église et le prieuré sont abandonnés. En 1684, la nef est transformée en logement et écurie. En 1688 se sont installés des religieux du Tiers Ordre de Saint-François. Au cours de la Révolution, l’édifice est vendu comme bien national, mais non entretenu. L’arrêté de destruction de 1838 est annulé par Mérimée qui s’attache à la conservation de l’édifice. L'église est rénovée en 1850.